# Districte de Visakhapatnam

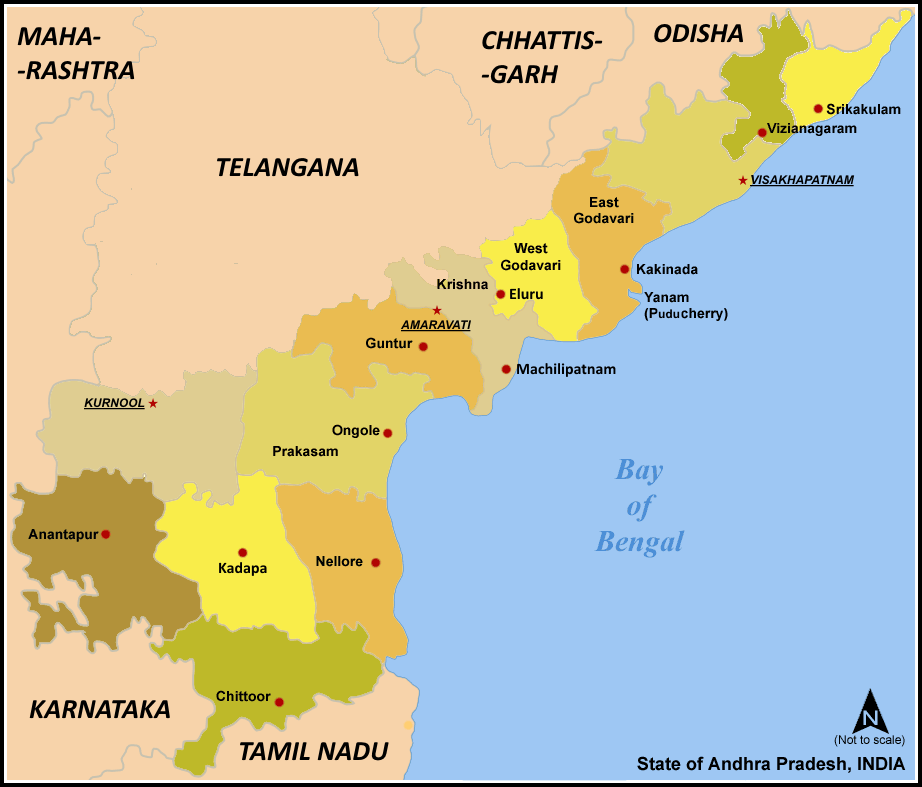
Districtes d'Andhra Pradesh.

El districte de Visakhapatnam (Vaisakhapattanam que vol dir "Ciutat de Vaisakha", abans Vizagapatam, telugu విశాఖపట్నం జిల్లా) és una divisió administrativa de l'estat d'Andhra Pradesh, amb capital a Visakhapatnam. Té una superfície d'11.161 km² i una població al cens del 2001 de 3.832.336 habitants.

## Administració
Administrativament està format per tres divisions subdividides en 43 mandals:
1. Anakapalle
2. Anandapuram
3. Ananthagiri
4. Araku valley
5. Achutapuram
6. Bheemunipatnam
7. Butchayyapeta
8. Cheedikada
9. Chintapalle
10. Chodavaram
11. Devarapalle
12. Dumbriguda
13. Gangaraju Madugula
14. Gajuwaka
15. Golugonda
16. Gudem Kotha Veedhi
17. Hukumpeta
18. K. Kotapadu
19. Kasimkota
20. Kotauratla
21. Koyyuru
22. Madugula
23. Makavarapalem
24. Munagapaka
25. Munchingi Puttu
26. Nakkapalle
27. Narsipatnam
28. Nathavaram
29. Paderu
30. Padmanabham
31. Paravada
32. Payakaraopeta
33. Peda bayalu
34. Pedagantyada
35. Pendurthi
36. Rambilli
37. Ravikamatham
38. Rolugunta
39. S.Rayavaram
40. Sabbavaram
41. Visakhapatnam Rural
42. Visakhapatnam Urbà
43. Yelamanchili

Consta de 976 gram panchayats (dels quals 47 són àrees planificades), 3082 pobles, 1 corporació municipal i 3 municipalitats. És format per dos parts diferenciades: la costa, i la zona de muntanya. La part nord i oest és coneguda com a "divisió de l'Agència" formada per les zones de muntanya dels Ghats Orientals. Entre els rius destaquen el Machkhand, Sarada, Varaha, Thandava, Meghadrigedda i Gambheeramgedda.

## Història
La zona formava la frontera entre els regnes de Vengi i de Kalinga; el districte va ser part segons es creu de Kalinga i fou conquerit per Asoka a la meitat del segle iii aC; més tard la major part va quedar en mans dels andhra de Vengi que van succeir als mauryes. Els andhres van caure davant els pallaves (vers 220) i Vizagapatam va passar als gangues de Kalinga. Però els chalukyes orientals de Vengi, que van expulsar els pallaves a l'inici del segle vii, va estendre el seu límit nord fins a Vizigapatam i el districte quedà més o menys repartit entre chalukyes i gangues durant uns segles. Al final del segle X ambdós regnes foren conquerits pels coles de Tanjore i la regió va restar al seu poder durant uns cent anys. Al segle xii, enfonsats els coles, els gangues posteriors de Kalinga, que subsistien a la part oriental dels antics dominis com aliats o feudataris dels coles, van recuperar tot el districte de Vizagapatam i excepte breus intervals van restar al poder fins a la pujada dels gajapatis d'Orissa al segle xv.
El país fou assolat pels exèrcits musulmans vers el 1480 i el 1515 per Krishna Deva, raja de Vijayanagar, però cap d'aquestes incursions va tenir com a efecte una ocupació permanent. El 1575 les tropes del sultanat de Golconda van envair el regne d'Orissa i finalment van ocupar la regió de Vizagapatam, i formà part dels Circars Septentrionals. El 1687 Golconda va passar a l'Imperi Mogol i el 1724 la zona va quedar en poder del nizam d'Hyderabad fins al 1753.
Per serveis a dos dels subadars o nizams del Dècan, els francesos van obtenir el 1753 de Salabat Jang el circar (sarkar) de Chicacole, un dels cinc Circars del nord, que incloïa el districte de Ganjam, en pagament de l'equipament francès i dels auxiliars; el 1757 De Bussy, que era una mena d'agent a Hyderabad, va haver d'anar personalment als Circars Septentrionals per imposar l'orde i el va dominar fins a Gumsur al sud-oest, però el 1758 fou cridat per Lally, governador general a Pondicherry, per ajudar en el setge de Madras; quan Bussy va deixar Chicacole, Robert Clive hi va enviar al coronel Forde amb una força reunida a Bengala. Forde va derrotar el successor del general Bussy, i va conquerir Masulipatam, quarter dels francesos, el gener de 1759. El subadar o nizam de Dècan va canviar de bàndol i va signar un tractat amb Forbe acceptant impedir la penetració francesa als Circars i cedint els Circars del nord als britànics. Els francesos van haver d'evacuar la zona amb les seves factories. L'acord fou ratificar per l'emperador Shah Alam II el 12 d'agost de 1765, i un nou tractat amb el nizam Ali el 12 de novembre de 1766 va ratificar la cessió als britànics dels anomenats Circars Septentrionals.
Els anglesos havien fundat una factoria a Vizagapatam vers la meitat del segle XVII; la factoria havia passat als francesos per rendició el 1757 al general Bussy, aliat del principal cap de la zona el zamindar de Vizianagram, Viziarama Raz. Aquest darrer va instigar a Bussy a atacar al seu enemic, el zamindar de Bobbili i la fortalesa d'aquest nom fou assetjada i finalment conquerida després d'una heroica resistència.
Els zamindars de Vizianagram van tenir el poder efectiu i sense oposició a la zona de Vizigapatam des de 1759 fins a la final del segle. El 1793 va començar la confusió i el govern de Madras, que tenia la possessió dels Circars Septentrionals confirmada per l'emperador Shah Alam des de 1765, va confiscar el zamindari per causa de retards en els pagaments i va assignar residència al raja, també anomenat Viziarama Raz com el seu avant-passar, a Masulipatam; el raja va sortir de Vizianagram però al cap de poc es va aturar a Padmanabham, on se li van reunir 4000 homes; llavors va refusar seguir el camí o negociar amb el govern i fou atacat per les forces britàniques el 10 de juliol de 1794; en la lluita el raja i molts dels seus seguidors van morir lluitant fins al final. L'estat fou concedit al seu fill per evitar més conflictes, però molt reduït en mesura, per la concessió de sanads permanents al Raja de Jeypore i altres zamindars per terres que abans havien tingut de Vizianagram, i el tahsil de Anakapalle fou inclòs en les terres del govern britànic.
Després de la cessió del territori als britànics el 1794 el districte fou governat per un cap de consell a Vizagapatam, i immediatament fou dividit en tres col·lectorats que foren amalgamants el 1802 i van formar el districte posterior amb efectes el 1803.
El 1832 els impostos sobre la terra havien causat descontentament i George Russell membre del Consell Fiscal va ser enviat a restaurar l'orde. Finalment el 1839 una llei fou aprovada pels pobles pertanyents al govern i fou posada en execució en aquestes zones que van quedar eximides de la llei ordinària i posades sota autoritat directe el col·lector que com a agent del governador general va tenir també autoritat civil i penal; per això aquestes zones foren conegudes com a Agency tract (Territori de l'Agència o més generalment de les Agències). El 1863 Vizianagram, Bobbili i Palakonda foren separats del límit de l'agència i encara altres territoris en foren segregats el 1865; així i tot, el territori de l'agència encara va formar el 70% del total del districte. No hi va haver disturbis rellevants posteriorment excepte petits conflictes locals a Golconda (1845-1848 i 1857-1858) i a Jeypore (1849-1850 i 1855-1856). El 1879 la rebel·lio de Rampa al districte veí de Godavari, es va estendre a les muntanyes Gudem i a Jeypore, però fou dominada el 1880.
For part de la presidència de Madras i tenia una superfície de 44.604 km², sent un dels districtes més grans de l'Índia Britànica. Hi havia 12 ciutats i 12.032 pobles. La població era:
- 1871: 2.159.199
- 1881: 2.485.141
- 1891: 2.802.992
- 1901: 2.933.650

Les principals ciutats eren Vizagapatam (40.892 habitants), Vizianagram (37.270 habitants), Anakapalle (18.539 habitants) i Bimlipatam (10.212 habitants) que foren elevades a municipalitats a la part final del segle xix. 99% de la població eren hindús o animistes i només hi havia uns centenars de musulmans i cristians. La llengua principal era el telugu seguit del oriya, khond, savara, hindi, gadaba i poroja. Les castes principals eren kapus, velames, telagues, males, golles, gavares i vates. La tribu principal eren els khonds majoria al territori de l'agència (138.000) seguits dels poroges (92.000), jatapus (53.000), savars o savares (50.000) i kondadores (42.000); tribus o castes menores erens els bhúmies, bottades, dombos, kottiyes, mails, paidis i rones.
Administrativament estava constituït per 5 divisions formades per agències administrades com a talukes en nombre de 23:
- Divisió de Vizagapatam
  - Srungavarappukota i agència de Srungavarappukota
  - Vizagapatam
- Divisió de Vizianagram
  - Chipurupalle
  - Gajapatinagaram
  - Vizianagram
  - Palkonda i agència de Palkonda
  - Bimlipatam
- Narasapatnam 
  - Golgonda i agència de Golgonda
  - Sarvasiddhi
  - Viravilli i agència de Viravilli
  - Anakapalle
  - Agència de Parvatipuram
  - Bobbili
  - Salur i Agència de Salur
  - Agència de Gunupur
  - Agència de Rayagada
  - Agència de Bissamcuttack
- Koraput
  - Agència de Koraput
  - Agència de Nowrangapur
  - Agència de Jeypore
  - Agència de Poltangi
  - Agència de Malkangiri
  - Agència de Padwa

## Llista de zamindaris (no exhaustiva)
- Andhra
- Bimlipatam
- Bobbili
- Chipurupalle
- Kurupam
- Modemkhallu
- Palakonda
- Vizianagram

El 1802 el districte tenia 16 zamindaris però llavors per la venda i parcel·lació de les terres anomenades havelis, es van formar 33 nous zamindaris. El col·lectorat era totalment zamindari el 1803 però entre 1833 o 1844 foren confiscats 12 estats.
El tehsil de Vizagapatam tenia una superfície de 448 km² i una població el 1901 de 10.652 habitants. La capital era Vizigapatam.

## Arqueologia
- Capella de Turi
- Temple vaixnavita a Simhachalam erigit per Langula Gajajjali d'Orissa.
- Temples de Padmanabham, Ramatirthalu i Upmaka.
- Cementiri holandès de Vizzgapatam datat almenys de 1699.